# Campeonato Sergipano de Futebol de 2010 - Série A2
O Campeonato Sergipano da Série A2 de 2010 foi a 20ª edição do torneio, que corresponde à segunda divisão do futebol do estado de Sergipe.

## Formato

### Primeira Fase
Nessa fase as 10 equipes são divididas em dois grupos de 5 equipes em cada um. As associações realizam jogos de ida e volta dentro de seus grupos, classificando-se para a próxima fase as 2 melhores equipes de cada grupo.

### Segunda Fase
As 4 equipes classificadas formam um novo grupo. Haverá jogos de ida e volta entre essas associações, a equipe classificada em primeiro lugar, ao fim das seis rodadas, será declarada campeã. As equipes campeã e vice-campeã ascenderão a elite em 2011.

### Critérios de desempate
Persistindo empate em número de pontos serão aplicados os seguintes critérios na ordem que forem citados.
1. Maior número de vitórias;

2. Maior saldo de gols;

3. Maior número de gols pró;

4. Menor número de gols contra;

5. Confronto direto entre as Associações;

6. Menor número de cartões vermelho recebidos;

7. Menor número de cartões amarelo recebidos;

8. Sorteio.

## Equipes Participantes
Abaixo a lista dos clubes que participaram do campeonato em 2010. 
| Baixa | Equipes rebaixadas da Série A1 de 2009 |

## Primeira Fase

### Grupo A
| Pos | Times       | Pts | J | V | E | D | GP | GC | SG  |
| --- | ----------- | --- | - | - | - | - | -- | -- | --- |
| 1   | Estanciano  | 16  | 8 | 4 | 4 | 0 | 16 | 6  | +10 |
| 2   | Boquinhense | 13  | 8 | 4 | 1 | 3 | 10 | 11 | -1  |
| 3   | Boca Júnior | 10  | 8 | 3 | 1 | 4 | 11 | 9  | +2  |
| 4   | Laranjeiras | 10  | 8 | 2 | 4 | 2 | 7  | 7  | 0   |
| 5   | Lagarto     | 5   | 8 | 1 | 2 | 5 | 8  | 19 | -11 |

|             | BOC   | BOQ   | EST   | LAG   | LAR   |
| ----------- | ----- | ----- | ----- | ----- | ----- |
| Boca Júnior | —     | 3 – 0 | 0 – 1 | 4 – 1 | 1 – 2 |
| Boquinhense | 0 – 1 | —     | 1 – 1 | 3 – 1 | 1 – 0 |
| Estanciano  | 0 – 0 | 4 – 2 | —     | 4 – 1 | 1 – 1 |
| Lagarto     | 3 – 1 | 1 – 2 | 0 – 4 | —     | 1 – 1 |
| Laranjeiras | 2 – 1 | 0 – 1 | 1 – 1 | 0 – 0 | —     |

|  |                     |  |        |  |                      |
|  | Vitória do Mandante |  | Empate |  | Vitória do Visitante |

#### Rodadas na liderança e Lanterna
Em negrito, os clubes que mais permaneceram na liderança.
| Liderança | Liderança   | Liderança   | Liderança   | Liderança   | Liderança   | Liderança   | Liderança   | Liderança  | Liderança  |
| --------- | ----------- | ----------- | ----------- | ----------- | ----------- | ----------- | ----------- | ---------- | ---------- |
| 1         | 2           | 3           | 4           | 5           | 6           | 7           | 8           | 9          | 10         |
| BOQ       | LAR         | ESTANCIANO  | ESTANCIANO  | ESTANCIANO  | BOQUINHENSE | BOQUINHENSE | BOQUINHENSE | ESTANCIANO | ESTANCIANO |
| Lanterna  |             |             |             |             |             |             |             |            |            |
| 1         | 2           | 3           | 4           | 5           | 6           | 7           | 8           | 9          | 10         |
| LAG       | BOCA JÚNIOR | BOCA JÚNIOR | BOCA JÚNIOR | BOCA JÚNIOR | BOCA JÚNIOR | BOCA JÚNIOR | BOCA JÚNIOR | LAGARTO    | LAGARTO    |

#### Resultados
| 10 de outubro de 2010 | Boquinhense | 3 – 1 | Lagarto | Boquim             |
|                       |             |       |         | Estádio: Trindadão |

| 10 de outubro de 2010 | Laranjeiras | 2 – 1 | Boca Júnior | Laranjeiras            |
|                       |             |       |             | Estádio: Aníbal Franco |

| 17 de outubro de 2010 | Boca Júnior | 0 – 1 | Estanciano | Cristinápolis     |
|                       |             |       |            | Estádio: Geraldão |

| 17 de outubro de 2010 | Lagarto | 1 – 1 | Laranjeiras | Lagarto           |
|                       |         |       |             | Estádio: Barretão |

| 24 de outubro de 2010 | Estanciano | 4 – 1 | Lagarto | Estância               |
|                       |            |       |         | Estádio: Vila Operária |

| 24 de outubro de 2010 | Laranjeiras | 0 – 1 | Boquinhense | Laranjeiras            |
|                       |             |       |             | Estádio: Aníbal Franco |

| 27 de outubro de 2010 | Boquinhense | 1 – 1 | Estanciano | Boquim             |
|                       |             |       |            | Estádio: Trindadão |

| 27 de outubro de 2010 | Lagarto | 3 – 1 | Boca Júnior | Lagarto           |
|                       |         |       |             | Estádio: Barretão |

| 3 de novembro de 2010 | Estanciano | 1 – 1 | Laranjeiras | Estância               |
|                       |            |       |             | Estádio: Vila Operária |

| 3 de novembro de 2010 | Boca Júnior | 3 – 0 | Boquinhense | Cristinápolis     |
|                       |             |       |             | Estádio: Geraldão |

| 7 de novembro de 2010 | Boca Júnior | 1 – 2 | Laranjeiras | Cristinápolis     |
|                       |             |       |             | Estádio: Geraldão |

| 7 de novembro de 2010 | Lagarto | 1 – 2 | Boquinhense | Lagarto           |
|                       |         |       |             | Estádio: Barretão |

| 10 de novembro de 2010 | Estanciano | 0 – 0 | Boca Júnior | Estância               |
|                        |            |       |             | Estádio: Vila Operária |

| 10 de novembro de 2010 | Laranjeiras | 0 – 0 | Lagarto | Laranjeiras            |
|                        |             |       |         | Estádio: Aníbal Franco |

| 14 de novembro de 2010 | Boquinhense | 1 – 0 | Laranjeiras | Boquim             |
|                        |             |       |             | Estádio: Trindadão |

| 14 de novembro de 2010 | Lagarto | 0 – 4 | Estanciano | Lagarto           |
|                        |         |       |            | Estádio: Barretão |

| 21 de novembro de 2010 | Boca Júnior | 4 – 1 | Lagarto | Cristinápolis     |
|                        |             |       |         | Estádio: Geraldão |

| 21 de novembro de 2010 | Estanciano | 4 – 2 | Boquinhense | Estância               |
|                        |            |       |             | Estádio: Vila Operária |

| 28 de novembro de 2010 | Boquinhense | 0 – 1 | Boca Júnior | Boquim             |
|                        |             |       |             | Estádio: Trindadão |

| 28 de novembro de 2010 | Laranjeiras | 1 – 1 | Estanciano | Laranjeiras            |
|                        |             |       |            | Estádio: Aníbal Franco |

### Grupo B
| Pos | Times              | Pts | J | V | E | D | GP | GC | SG  |
| --- | ------------------ | --- | - | - | - | - | -- | -- | --- |
| 1   | Dorense            | 17  | 8 | 5 | 2 | 1 | 18 | 5  | +13 |
| 2   | Socorrense         | 17  | 8 | 5 | 2 | 1 | 15 | 8  | +7  |
| 3   | Atlético Gloriense | 13  | 8 | 4 | 1 | 3 | 16 | 17 | -1  |
| 4   | Canindé            | 9   | 8 | 3 | 0 | 5 | 13 | 15 | -2  |
| 5   | Força Jovem        | 1   | 8 | 0 | 1 | 7 | 8  | 25 | -17 |

|                    | ATG   | CAN   | DOR   | FJV   | SOC   |
| ------------------ | ----- | ----- | ----- | ----- | ----- |
| Atlético Gloriense | —     | 2 – 0 | 0 – 2 | 3 – 2 | 2 – 3 |
| Canindé            | 2 – 3 | —     | 3 – 1 | 4 – 0 | 0 – 3 |
| Dorense            | 1 – 1 | 3 – 1 | —     | 5 – 0 | 2 – 0 |
| Força Jovem        | 3 – 4 | 1 – 2 | 0 – 4 | —     | 1 – 2 |
| Socorrense         | 4 – 1 | 2 – 1 | 0 – 0 | 1 – 1 | —     |

|  |                     |  |        |  |                      |
|  | Vitória do Mandante |  | Empate |  | Vitória do Visitante |

#### Rodadas na liderança e Lanterna
Em negrito, os clubes que mais permaneceram na liderança.
| Liderança | Liderança   | Liderança   | Liderança   | Liderança   | Liderança   | Liderança   | Liderança   | Liderança   | Liderança   |
| --------- | ----------- | ----------- | ----------- | ----------- | ----------- | ----------- | ----------- | ----------- | ----------- |
| 1         | 2           | 3           | 4           | 5           | 6           | 7           | 8           | 9           | 10          |
| CAN       | SOCORRENSE  | SOCORRENSE  | SOCORRENSE  | SOCORRENSE  | SOCORRENSE  | SOCORRENSE  | SOCORRENSE  | SOCORRENSE  | DOR         |
| Lanterna  |             |             |             |             |             |             |             |             |             |
| 1         | 2           | 3           | 4           | 5           | 6           | 7           | 8           | 9           | 10          |
| DOR       | FORÇA JOVEM | FORÇA JOVEM | FORÇA JOVEM | FORÇA JOVEM | FORÇA JOVEM | FORÇA JOVEM | FORÇA JOVEM | FORÇA JOVEM | FORÇA JOVEM |

#### Resultados
| 10 de outubro de 2010 | Força Jovem | 1 – 2 | Socorrense | Aquidabã         |
|                       |             |       |            | Estádio: Manecão |

| 10 de outubro de 2010 | Canindé | 3 – 1 | Dorense | Canindé de São Francisco |
|                       |         |       |         | Estádio: Andrezão        |

| 17 de outubro de 2010 | Dorense | 1 – 1 | Atlético Gloriense | Nossa Senhora das Dores  |
|                       |         |       |                    | Estádio: Ariston Azevedo |

| 17 de outubro de 2010 | Socorrense | 2 – 1 | Canindé | Nossa Senhora do Socorro |
|                       |            |       |         | Estádio: Lelezão         |

| 24 de outubro de 2010 | Atlético Gloriense | 2 – 3 | Socorrense | Nossa Senhora da Glória  |
|                       |                    |       |            | Estádio: Editon Oliveira |

| 24 de outubro de 2010 | Canindé | 4 – 0 | Força Jovem | Canindé de São Francisco |
|                       |         |       |             | Estádio: Andrezão        |

| 27 de outubro de 2010 | Força Jovem | 3 – 4 | Atlético Gloriense | Aquidabã         |
|                       |             |       |                    | Estádio: Manecão |

| 27 de outubro de 2010 | Socorrense | 0 – 0 | Dorense | Nossa Senhora do Socorro |
|                       |            |       |         | Estádio: Lelezão         |

| 3 de novembro de 2010 | Dorense | 5 – 0 | Força Jovem | Nossa Senhora das Dores  |
|                       |         |       |             | Estádio: Ariston Azevedo |

| 3 de novembro de 2010 | Atlético Gloriense | 2 – 0 | Canindé | Nossa Senhora da Glória  |
|                       |                    |       |         | Estádio: Editon Oliveira |

| 7 de novembro de 2010 | Dorense | 3 – 1 | Canindé | Nossa Senhora das Dores  |
|                       |         |       |         | Estádio: Ariston Azevedo |

| 7 de novembro de 2010 | Socorrense | 1 – 1 | Força Jovem | Nossa Senhora do Socorro |
|                       |            |       |             | Estádio: Lelezão         |

| 10 de novembro de 2010 | Canindé | 0 – 3 | Socorrense | Canindé de São Francisco |
|                        |         |       |            | Estádio: Andrezão        |

| 10 de novembro de 2010 | Atlético Gloriense | 0 – 2 | Dorense | Nossa Senhora da Glória  |
|                        |                    |       |         | Estádio: Editon Oliveira |

| 14 de novembro de 2010 | Força Jovem | 1 – 2 | Canindé | Aquidabã         |
|                        |             |       |         | Estádio: Manecão |

| 14 de novembro de 2010 | Socorrense | 4 – 1 | Atlético Gloriense | Nossa Senhora do Socorro |
|                        |            |       |                    | Estádio: Lelezão         |

| 21 de novembro de 2010 | Dorense | 2 – 0 | Socorrense | Nossa Senhora das Dores  |
|                        |         |       |            | Estádio: Ariston Azevedo |

| 21 de novembro de 2010 | Atlético Gloriense | 3 – 2 | Força Jovem | Nossa Senhora da Glória  |
|                        |                    |       |             | Estádio: Editon Oliveira |

| 28 de novembro de 2010 | Força Jovem | 0 – 4 | Dorense | Aquidabã         |
|                        |             |       |         | Estádio: Manecão |

| 28 de novembro de 2010 | Canindé | 2 – 3 | Atlético Gloriense | Canindé de São Francisco |
|                        |         |       |                    | Estádio: Andrezão        |

## Quadrangular final

### Classificação
| Pos | Times       | Pts | J | V | E | D | GP | GC | SG |
| --- | ----------- | --- | - | - | - | - | -- | -- | -- |
| 1   | Socorrense  | 10  | 6 | 3 | 1 | 2 | 9  | 5  | +4 |
| 2   | Estanciano  | 9   | 6 | 2 | 3 | 1 | 6  | 6  | 0  |
| 3   | Boquinhense | 8   | 6 | 2 | 2 | 2 | 8  | 7  | +1 |
| 4   | Dorense     | 5   | 6 | 1 | 2 | 3 | 5  | 10 | -5 |

|             | BOQ   | DOR   | EST   | SOC   |
| ----------- | ----- | ----- | ----- | ----- |
| Boquinhense | —     | 1 – 0 | 0 – 1 | 2 – 2 |
| Dorense     | 2 – 4 | —     | 2 – 2 | 1 – 0 |
| Estanciano  | 1 – 1 | 0 – 0 | —     | 2 – 1 |
| Socorrense  | 1 – 0 | 3 – 0 | 2 – 0 | —     |

|  |                     |  |        |  |                      |
|  | Vitória do Mandante |  | Empate |  | Vitória do Visitante |

#### Rodadas na liderança e Lanterna
Em negrito, os clubes que mais permaneceram na liderança.
| Liderança  | Liderança  | Liderança  | Liderança  | Liderança  | Liderança  |
| ---------- | ---------- | ---------- | ---------- | ---------- | ---------- |
| 1          | 2          | 3          | 4          | 5          | 6          |
| SOC        | BOQ        | SOCORRENSE | SOCORRENSE | SOCORRENSE | SOCORRENSE |
| Lanterna   |            |            |            |            |            |
| 1          | 2          | 3          | 4          | 5          | 6          |
| ESTANCIANO | ESTANCIANO | ESTANCIANO | DORENSE    | DORENSE    | DORENSE    |

#### Resultados
| 1 de dezembro de 2010 | Boquinhense | 1 – 0 | Dorense | Boquim             |
|                       |             |       |         | Estádio: Trindadão |

| 1 de dezembro de 2010 | Socorrense | 2 – 0 | Estanciano | Nossa Senhora do Socorro |
|                       |            |       |            | Estádio: Lelezão         |

| 4 de dezembro de 2010 | Dorense | 1 – 0 | Socorrense | Nossa Senhora das Dores  |
|                       |         |       |            | Estádio: Ariston Azevedo |

| 4 de dezembro de 2010 | Estanciano | 1 – 1 | Boquinhense | Estância               |
|                       |            |       |             | Estádio: Vila Operária |

| 8 de dezembro de 2010 | Socorrense | 1 – 0 | Boquinhense | Nossa Senhora do Socorro |
|                       |            |       |             | Estádio: Lelezão         |

| 8 de dezembro de 2010 | Estanciano | 0 – 0 | Dorense | Estância               |
|                       |            |       |         | Estádio: Vila Operária |

| 12 de dezembro de 2010 | Boquinhense | 0 – 1 | Estanciano | Boquim             |
|                        |             |       |            | Estádio: Trindadão |

| 12 de dezembro de 2010 | Socorrense | 3 – 0 | Dorense | Nossa Senhora do Socorro |
|                        |            |       |         | Estádio: Lelezão         |

| 15 de dezembro de 2010 | Dorense | 2 – 2 | Estanciano | Nossa Senhora das Dores  |
|                        |         |       |            | Estádio: Ariston Azevedo |

| 15 de dezembro de 2010 | Boquinhense | 2 – 2 | Socorrense | Boquim             |
|                        |             |       |            | Estádio: Trindadão |

| 19 de dezembro de 2010 | Dorense | 2 – 4 | Boquinhense | Nossa Senhora das Dores  |
|                        |         |       |             | Estádio: Ariston Azevedo |

| 19 de dezembro de 2010 | Estanciano | 2 – 1 | Socorrense | Estância               |
|                        |            |       |            | Estádio: Vila Operária |

### Premiação
| Campeonato Sergipano de 2010 Série A2 |
| ------------------------------------- |
| SOCORRENSE Campeão (1º título)        |